# Platanthera michaelii
Platanthera michaelii är en orkidéart som först beskrevs av Edward Lee Greene, och fick sitt nu gällande namn av Richard M. Bateman. Platanthera michaelii ingår i släktet nattvioler, och familjen orkidéer. Inga underarter finns listade i Catalogue of Life.

## Bildgalleri

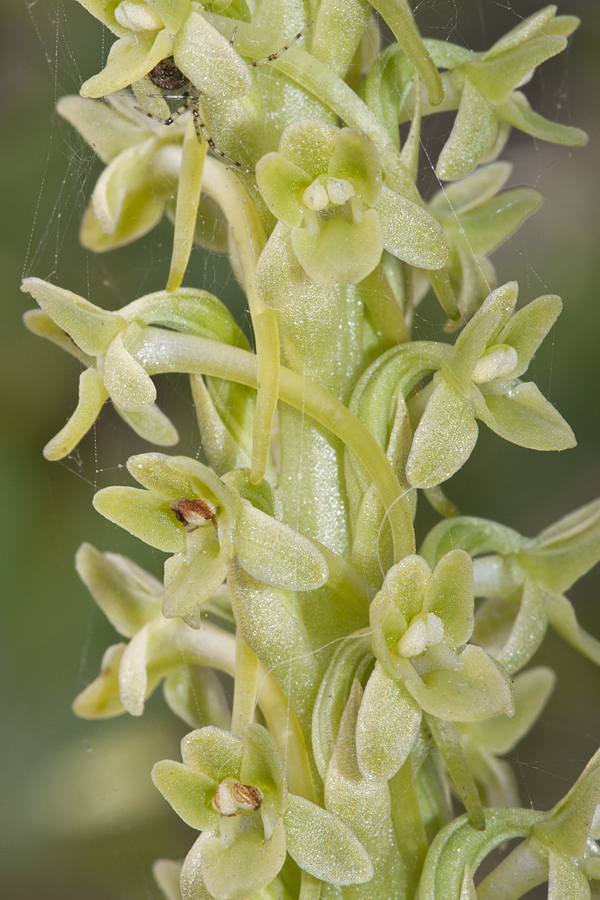